# No Questions Asked (How I Met Your Mother)
No Questions Asked (o traducido como "Sin hacer preguntas") es el séptimo episodio de la novena temporada de la serie de televisión de CBS How I Met Your Mother y el episodio número 191 en total.

## Reparto

### Principal
- Josh Radnor como Ted Mosby
- Jason Segel como Marshall Eriksen
- Cobie Smulders como Robin Scherbatsky
- Neil Patrick Harris como Barney Stinson
- Alyson Hannigan como Lily Aldrin
- Cristin Milioti como La Madre (ausente)
- Bob Saget como Futuro Ted Mosby (voz, no acreditado)

### Estrellas invitadas
- Rhys Darby - Hamish, el recepcionista

## Trama
El viernes a las 11:30 p. m., 42 horas y media antes de la boda, Daphne le acaba de enviar a Lily un mensaje de texto sobre Marshall tomando el trabajo de sus sueños como juez en Nueva York. Cuando llama a Lily, Marshall es aliviado al saber que Lily todavía no ha leído el mensaje y se queja de que han recibido la habitación 13 en el Farhampton Inn. La habitación 13 se rumorea que está perseguida por el fantasma del Capitán Dearduff, un supuesto asesino en serie de 1843 que murió congelado porque su gancho quedó atascado en la pared. Lily intenta conseguir otra habitación, pero el recepcionista utiliza al Capitán Dearduff como excusa para todas las quejas de Lily.
Mientras tanto, Barney planea liberar 100 palomas cuando él y Robin salgan de la iglesia. No consciente del plan de Barney, Robin menciona que la liberación de las palomas sería problemática ya que su familia hará un saludo de 21 disparos con balas de verdad cuando ellos dejen la iglesia. Barney y Robin se dan cuenta de que ellos siempre siguen sus propios planes sin decírselo al otro primero.
Esa noche, Lily tiene problemas para dormir y un extraño con un gancho de aparece en su ventana, aunque resulta ser Ted. Se revela que Marshall llamó a Ted para borrar el mensaje de texto del teléfono celular de Lily usando su vale «sin hacer preguntas» que Ted le debe a Marshall después de que Marshall lo liberó de un buzón de correo. A pesar de haber dicho que la cerradura estaba rota, Ted insistió en subir por el desagüe y entró en la habitación de Lily desde la ventana. Se las arregla para calmar a Lily y hacerla volver a dormir cantando la canción de cuna de Marvin, pero su búsqueda es interrumpida por Barney, quien se encuentra en los conductos de aire que conducen a la habitación. Como con Ted, Marshall también había pedido a Barney borrar el mensaje de texto usando otro «sin hacer preguntas» que Barney le debe de cuando quedó atrapado en el lavadero de un Macy's con pantalones sucios y cuando Marshall tuvo que darle el alta del hospital por tragar amuletos de la suerte. Su posterior argumento despierta a Lily, pero son interrumpidos por la llegada de los alimentos del servicio de habitaciones. Ya que ella no pidió la comida, Lily va a quejarse al recepcionista abajo.
Cuando Robin aparece debajo del carro del servicio de alimentos, ella revela que Marshall también la llamó para borrar el mensaje de texto del teléfono de Lily con un «sin hacer preguntas» que le debía de cuando la ayudó a escapar de un misterioso grupo que la conocía como «Nightfalcon». Cuando intentan encontrar el teléfono, se dan cuenta de que Lily se lo ha llevado abajo. Barney y Robin logran desarrollar un plan excesivamente complicado para tomar el teléfono mientras trabajan juntos, resolviendo así su problema de trabajar solos. Sin embargo, quedan atónitos al descubrir que Ted ya eliminó el mensaje de texto haciendo que Lily destruya su teléfono utilizando un «sin hacer preguntas» que le debía cuando ella había sido atada por su clase de kindergarten.
Ted llama a Marshall y pregunta por qué no usó un «sin hacer preguntas» con Lily. Marshall explica que nunca usó uno con Lily porque siempre fue abierto y honesto con ella, dándose así cuenta de que no debería estar ocultando sus noticias de ella. Usando el teléfono de Ted, Marshall le dice Lily la verdad acerca de su nuevo trabajo. Lily está furiosa y dice a Marshall que nunca creyó que nadie murió en su habitación, pero que alguien lo hará pronto.
La escena final revela cómo Ted quedó atrapado en el buzón: él envió una carta sentimental a una mujer, y luego cambió de opinión casi inmediatamente y trató de recuperarlo. Vio el buzón sin candado y entró en él cuando pasó el cartero, quien terminó poniéndole candado con Ted todavía adentro.

## Blog de Barney
Barney habla sobre lo que se debe y no se debe hacer mientras uno se arrastra a través de los conductos de aire.